# Пихровская-Раменская
Пихровская-Раменская — река в России, протекает в Нагорском районе Кировской области. Устье реки находится в 17 км по левому берегу реки Чёрная. Длина реки составляет 12 км.
Исток реки на Северных Увалах в лесах в 28 км к северо-востоку от посёлка Нагорск. Река течёт на северо-восток по ненаселённому частично заболоченному лесному массиву.

## Данные водного реестра
По данным государственного водного реестра России относится к Камскому бассейновому округу, водохозяйственный участок реки — Вятка от истока до города Киров, без реки Чепца, речной подбассейн реки — Вятка. Речной бассейн реки — Кама.
По данным геоинформационной системы водохозяйственного районирования территории РФ, подготовленной Федеральным агентством водных ресурсов:
- Код водного объекта в государственном водном реестре — 10010300212111100030986
- Код по гидрологической изученности (ГИ) — 111103098
- Код бассейна — 10.01.03.002
- Номер тома по ГИ — 11
- Выпуск по ГИ — 1